# NGC 5542
NGC 5542 est une galaxie spirale située dans la constellation du Bouvier. Sa vitesse par rapport au fond diffus cosmologique est de 7 977 ± 17 km/s, ce qui correspond à une distance de Hubble de 117,7 ± 8,2 Mpc (∼384 millions d'al). NGC 5542 a été découverte par l'ingénieur irlandais Bindon Stoney en 1851.
Selon la base de données Simbad, NGC 5542 est une galaxie LINER, c'est-à-dire une galaxie dont le noyau présente un spectre d'émission caractérisé par de larges raies d'atomes faiblement ionisés.